# Листовка (плод)
Листо́вка (лат. follículus) — в ботанике разновидность плода, многосемянка с кожистым сухим околоплодником. Листовка является вскрывающимся по брюшному шву, простым сухим монокарпным (то есть образующимся из монокарпного гинецея) плодом. Семена располагаются вдоль брюшного шва.
Листовка характерна для некоторых лютиковых (живокость, калужница и др.), магнолиевых, толстянковых и протейных (банксия).
Некоторые растения образуют сборный плод, состоящий из нескольких листовок, — многолистовку, или сборную листовку. Многолистовка характерна, к примеру, для растений из родов Спирея (Spiraea), Очиток (Sedum), Пион (Paeonia).
|                                                                  |  |
| Слева направо: раскрытая листовка ваточника, многолистовка пиона |  |